# Webb Peak (Viktorialand)
Der Webb Peak ist ein 1750 m hoher Berg im ostantarktischen Viktorialand. In der Asgard Range des Transantarktischen Gebirges ragt er zwischen dem Matterhorn- und dem Lacroix-Gletscher auf.
Das New Zealand Geographic Board benannte ihn 1998 nach dem Neuseeländer Eric Norman Webb (1889–1984), Geomagnetiker der Australasiatischen Antarktisexpedition (1911–1914) unter der Leitung des australischen Polarforschers Douglas Mawson.